# Thelonious Monk Nonet Live in Paris 1967
Thelonious Monk Nonet Live in Paris 1967 ist ein posthum erschienenes Album von Thelonious Monk. Es enthält die Aufnahmen, die in Pariser Salle Pleyel am 3. November 1967 im Rahmen einer Europatournee entstanden. Sie erschienen 1988 zunächst als LP mit fünf Titeln bei France’s Concert; in erweiterter Form wurden die Aufnahmen auch bei Charly (The Nonet – Live!) und Thelonious Records („Live in Paris“ Vol. 3) veröffentlicht.

## Hintergrund
Monk tourte 1967 sowohl in Quartett- als auch in erweiterter Besetzung in Europa; so trat er am 28. Oktober 1967 mit Clark Terry, Ray Copeland, Jimmy Cleveland, Phil Woods, Johnny Griffin, Charlie Rouse sowie seiner Rhythmusgruppe aus Larry Gales und Ben Riley in Rotterdam auf. Jedoch traten die Bläser nicht durchgehend als Nonett auf, sondern ergänzten in unterschiedlicher Weise Monks reguläres Quartett bei einzelnen Titeln. Nach einem Auftritt in Stockholm am 31. Oktober, der teilweise von Columbia mitgeschnitten wurde, folgte das Gastspiel im Pariser Salle Pleyel. Die Bläser Clark Terry, Jimmy Cleveland und Phil Woods sind zu hören in Paris bei „Ruby My Dear“, „Oska T“, „Evidence“ und „Blue Monk“, Ray Copeland hingegen bei allen Titeln.
Nach weiteren Konzerten in Berlin und Mainz sowie mit seinem Quartett in Paris kehrte Monk in die USA zurück und begann am 14. Dezember 1967 mit Studioaufnahmen für das Columbia-Album Underground.

## Titelliste

### LP:Live in Paris, 1967

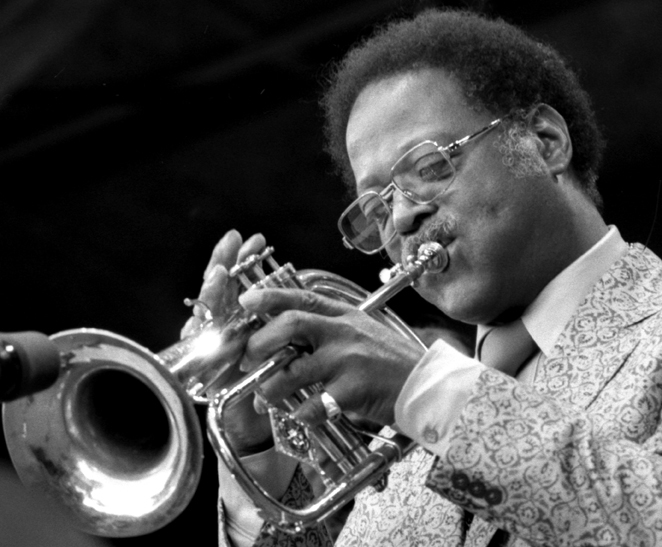
Clark Terry (1981)

- Thelonious Monk Nonet – Live in Paris, 1967 (France’s Concert – FC 113)[3]
  - A1 Epistrophy
  - A2 Oska-T
  - B1 Evidence
  - B2 Blue Monk
  - B3 Epistrophy, Reprise

### CD:The Nonet – Live!
- Thelonious Monk – The Nonet - Live! (Charly Records – LE JAZZ CD 7)[4]
  1. Ruby My Dear, 7:40
  2. We See, 13:59
  3. Epistrophy (Kenny Clarke, Monk) 9:45
  4. Oska-T, 15:19
  5. Evidence, 14:24
  6. Blue Monk, 5:10
  7. Epistrophy (Clarke, Monk), 1:20

## Rezeption
Scott Yanow verlieh dem Album in Allmusic 4 (von fünf) Sterne und schrieb, „Monk hatte zuvor nur zweimal mit dieser großen Gruppe aufgenommen, was diese seltene Aufnahme zu einer historischen Kuriosität macht. Noch wichtiger ist, dass die Musik (mit sechs seiner Originalkompositionen) ausgezeichnet ist.“ Ebenfalls in Allmusic notierte Ken Dryden, „die dissonanten Ensemblepassagen und temperamentvollen Soli im erweiterten Aurbau von ‚Oska T.‘, Woods’ Verspieltheit inmitten von ‚Evidence‘ und Terrys brillantes gedämpftes Solo während eines eher abgekürzten ‚Blue Monk‘ sind die Höhepunkte dieses Konzerts.“